# Modern Times Group
Modern Times Group (MTG) – szwedzkie przedsiębiorstwo funkcjonujące w branży rozrywkowej. Zostało założone w 1987 roku. 
Z Modern Times Group związane są m.in. marki i firmy Kongregate, DreamHack i InnoGames. 
W 2018 roku działalność MTG na rynku radiowo-telewizyjnym została wydzielona i włączona do odrębnego przedsiębiorstwa Nordic Entertainment Group (NENT Group). Portfolio NENT obejmuje m.in. platformy i marki Viasat, Viaplay i Viafree oraz szereg bezpłatnych kanałów telewizyjnych. 